# Seznam lübeckých biskupů
Seznam lübeckých biskupů obsahuje chronologicky řazený seznam knížat-biskupů za reformace.
| Kníže-biskup         | od   | do   | portrét |
| -------------------- | ---- | ---- | ------- |
| Jan Adolf            | 1586 | 1607 |         |
| Jan Bedřich          | 1607 | 1634 |         |
| Jan X.               | 1634 | 1655 |         |
| Kristián Albrecht    | 1655 | 1666 |         |
| August Bedřich       | 1666 | 1705 |         |
| Kristián August      | 1705 | 1726 |         |
| Karel August         | 1726 | 1727 |         |
| Adolf Fridrich       | 1727 | 1750 |         |
| Fridrich August I.   | 1750 | 1785 |         |
| Petr Fridrich Ludvík | 1785 | 1803 |         |